# Venturia crataegi
Venturia crataegi är en svampart som beskrevs av Aderh. 1902. Venturia crataegi ingår i släktet Venturia och familjen Venturiaceae.   Inga underarter finns listade i Catalogue of Life.